# イングリッシュ・パートナーシップ
イングリッシュ・パートナーシップ (English Partnerships) は、1999年から2006年にかけて、イングランドにおける都市再開発を担ったイギリスの中央行政組織。イングランド各地のリージョンにおいて地域開発公社 (regional development agencies) が果たしている役割を、イングランド全域レベルで担う機構であった。2008年12月1日に、その権限は後身組織である住宅・コミュニティ庁 (Homes and Communities Agency, HCA) に引き継がれた。
イングリッシュ・パートナーシップ (EP) は、行政による土地の取得、集約、大規模開発事業などを担当し、これに単独で取り組むことも、プライベート・セクターの開発事業者と共同事業を組むこともあった。EPは、大規模な都市再開発事業に積極的に取り組み、テムズ・ゲートウェイ (Thames Gateway) や、ミルトン・キーンズなどの拡張計画などを手がけたが、こうした事業においては（当時、環境大臣代行であった）副首相の命令により、通常は地方自治体に属する都市計画に関する権限が移管され、EPが都市計画を担う法定機構とされた。
イングリッシュ・パートナーシップは、政府外公共機関 (非政府部門公共機構) (non-departmental public body) であり、当初は副首相府 (Office of the Deputy Prime Minister) によって資金が提供され、後には副首相府が改組されてコミュニティ・地方自治省 (CLG) に引き継がれた。
イングリッシュ・パートナーシップは、もともと全く別個の法令によって設立されたふたつの組織から成っていた。そのひとつは1961年10月に発足したニュータウン委員会 (Commission for New Towns) であり、1959年ニュータウン法によって設立された開発公社 (development corporation) であり、もうひとつは1993年リースホールド改革・住宅・都市開発法 (Leasehold Reform, Housing and Urban Development Act 1993) によって設立された都市再開発庁 (Urban Regeneration Agency) であった。
2007年1月17日、コミュニティ・地方自治大臣 (Secretary of State for Communities and Local Government) だったルース・ケリー (Ruth Kelly) は、住宅公団 (Housing Corporation)、イングリッシュ・パートナーシップ、コミュニティ・地方自治省の一部の機能を統合して、一元的に住宅供給や都市再開発に取り組む新たな組織として住宅・コミュニティ庁を設ける提案を行なった（当初は「コミュニティーズ・イングランド (Communities England)」という名称で提案された）。この提案に基づいて、2008年12月1日に新たな組織が動き始めた。